# エムラ販売
株式会社エムラ販売（エムラはんばい）は愛知県名古屋市千種区に本社を置く食品加工機械の製造販売を行う企業。

## 会社概要
株式会社榎村鐵工所の製造するフードスライサー、フードダイサーを中心に各種食品加工機械の販売、サービスを行う。
エムラのフードスライサー、フードダイサーの名前で知られ、全国の学校・病院等の給食施設からコンビニエンスストアのセントラルキッチン、食品メーカの製造工場などに幅広く採用されている。
主な取扱い製品はフードスライサー、フードダイサー、野菜洗浄機、野菜脱水機、根菜皮むき機、各種野菜専用カット機械。

## 沿革
- 1927年 - 現在の名古屋市東区小川町にて、株式会社大隈鉄工所特殊部品下請工場として榎村鐵工所を創業。
- 1937年 - 株式会社大隈鉄工所の下請を離れて独立し、工作機械の製造を始める。
- 1939年 - 現在地に工場を新設移転する。
- 1965年 - 工作機械の製造から、食品加工機の製造・販売に切り替える。
- 1966年 - 産業用フードスライサーの初期型「ES-2」[1]を製造販売開始。
- 1974年 - 販売・サービス部門の株式会社エムラ販売を設立。
- 1986年 - 東京営業所を設立。
- 1988年 - 海外部を設立。スライサー・ダイサーの輸出開始。
- 1991年 - 九州営業所を設立。
- 1998年 - 広島出張所を設立。
- 1999年 - 九州営業所がエムラ九州株式会社として独立。
- 2001年9月 - 大阪営業所を設立 。
- 2004年4月 - エムラウエストビル完成。
- 2005年9月 - 仙台出張所を設立。
- 2013年2月 - 榎村鐵工所瀬戸工場を新設。

## 拠点一覧

### 営業所
- 仙台出張所 - 宮城県仙台市宮城野区中野2-4-6 オフィスオバタ102
- 東京営業所 - 東京都足立区入谷7-13-3
- 大阪営業所 - 大阪府大阪市淀川区東三国6-25-2 ニッソー新大阪ビル2F
- 広島出張所 - 広島県広島市西区大宮2-13-10 ハイネU 1F
- 海外部 - 愛知県名古屋市千種区萱場1-7-18 エムラウエストビル3F

### 関連会社
- エムラ九州株式会社 - 熊本県熊本市南区江越1-22-18
- 株式会社榎村鐵工所 - 愛知県名古屋市千種区萱場2-14-31

### 海外拠点
- EMURA (THAILAND) CO., LTD（タイ）
- 上海夏村食品机械有限公司（中国）
- MYUNG SEONG（韓国）
- ASIAN MACHINERY AND EQUIPMENT PTE（ベトナム）
- PT.PETRA KARUNIA PERSADA（インドネシア）
- TRINOX ENGINEERING SERVICES PTE LTD（シンガポール）